# Luzaga
Luzaga là một đô thị trong tỉnh Guadalajara, Castile-La Mancha, Tây Ban Nha.